# Георгі Аспарухов
Георгі Аспарухов (болг. Георги Аспарухов; 4 травня 1943, Софія — 30 червня 1971, перевал Вітіня) — болгарський футболіст,нападник. Володар призу найкращого футболіста Болгарії XX століття (посмертно).
Виступав за клуби «Левскі» та «Ботев» (Пловдив), а також національну збірну Болгарії, з якою тричі поспіль виходив у фінальну частину чемпіонатів світу.

## Клубна кар'єра
У дорослому футболі дебютував 1959 року виступами за команду клубу «Левскі», в якій провів два з половиною сезони, взявши участь у 23 матчах чемпіонату.
Протягом 1961–1963 років захищав кольори «Ботева» (Пловдив), вигравши з командою 1962 року кубок Болгарії.
1963 року повернувся до клубу «Левскі», за який відіграв 8 сезонів. Більшість часу, проведеного у складі «Левскі», був основним гравцем атакувальної ланки команди і одним з головних бомбардирів команди, маючи середню результативність на рівні 0,67 голу за гру першості. Всього зіграв 247 матчів в чемпіонаті Болгарії і забив 150 голів. У Кубку Болгарії — 35 матчів, 20 голів, а в Єврокубках — 23 матчі, 19 голів.
В історію увійшли матчі Кубка європейських чемпіонів сезону 1965/66, коли «Левскі» грав проти зіркової «Бенфіки», де грав блискучий Ейсебіо. У першому матчі в Португалії була зафіксована нічия 2:2, а в матчі-відповіді болгари програли з рахунком 2:3, і, що примітно, три голи з чотирьох забив Гунда, як прозвали вболівальники Георгі Аспарухова. Європа заговорила про нову зірку, португальці хотіли купити собі цього форварда, але комуністичний уряд Болгарії не дав дозвіл на це.

## Виступи за збірну
6 травня 1962 року дебютував в офіційних матчах у складі національної збірної Болгарії в грі проти збірної Австрії (0:2). Влітку того ж року він був заявлений на чемпіонат світу 1962 року у Чилі, ставши наймолодшим гравцем у заявці болгар. Георгі забив єдиний гол Болгарії на турнірі у грі проти Угорщини (1:6). Чотири роки по тому на чемпіонаті світу 1966 року в Англії Аспарухов знову забиває єдиний гол Болгарії на турнірі, і знову в грі проти збірної Угорщини (1:3)
1970 року у складі збірної втретє і востаннє пробився на «мундіаль», цього разу у Мексиці, де зіграв в усіх трьох матчах, але команда знову не пройшла груповий етап.

## Смерть
30 червня 1971 року Георгі зі своїм одноклубником Ніколою Котковим розбився в автокатастрофі в перевалі Вітіня. Автомобіль «Альфа Ромео» з двома легендарними гравцями рухався на високій швидкості по головній дорозі і врізався у вантажівку, що виїхала з другорядного шляху. На його похорон прийшло 550 000 чоловік.

## Вшанування пам'яті
1990 року стадіон «Левскі» був перейменований на «Георгі Аспарухов», а поряд зі стадіоном був встановлений пам'ятник гравцю.
1999 року газета «Нощен труд» вирішила обрати найкращого футболіста з числа всіх відомих болгарських гравців XX століття. Вибір футболіста проводився за трьома номінаціями: на думку футбольних спеціалістів, на думку болгарських знаменитостей і на думку футбольних фанатів. У всіх трьох номінаціях беззастережну перемогу отримав Георгі Аспарухов, якому було присвоєно це звання посмертно.
21 травня 2014 року указом президента Болгарії Росена Плевнелієва, Георгі Аспарухов був посмертно нагороджений орденом «Стара Планіна» першого ступеня за його виняткові заслуги в галузі спорту

## Статистика виступів
| Клуб               | Сезон              | Ліга | Ліга | Кубок Болгарії | Кубок Болгарії | Єврокубки | Єврокубки | Разом | Разом |
| Клуб               | Сезон              | Ігри | Голи | Ігри           | Голи           | Ігри      | Голи      | Ігри  | Голи  |
| ------------------ | ------------------ | ---- | ---- | -------------- | -------------- | --------- | --------- | ----- | ----- |
| «Левскі»           | 1959/60            | 2    | 0    | 0              | 0              | 0         | 0         | 2     | 0     |
| «Левскі»           | 1960/61            | 14   | 3    | 1              | 0              | 0         | 0         | 15    | 3     |
| «Левскі»           | 1961/62            | 7    | 4    | 0              | 0              | 0         | 0         | 7     | 4     |
| «Левскі»           | Разом              | 23   | 7    | 1              | 0              | 0         | 0         | 24    | 7     |
| «Ботев» (Пловдив)  | 1961/62            | 14   | 5    | ?              | ?              | 0         | 0         | ?     | ?     |
| «Ботев» (Пловдив)  | 1962/63            | 27   | 16   | ?              | ?              | 3         | 3         | 30+   | 19+   |
| «Ботев» (Пловдив)  | 1963/64            | 6    | 4    | ?              | ?              | 0         | 0         | ?     | ?     |
| «Ботев» (Пловдив)  | Разом              | 47   | 25   | 8              | 4              | 3         | 3         | 58    | 32    |
| «Левскі»           | 1963/64            | 22   | 15   | 5              | 6              | 0         | 0         | 27    | 21    |
| «Левскі»           | 1964/65            | 29   | 27   | 6              | 3              | 0         | 0         | 35    | 30    |
| «Левскі»           | 1965/66            | 22   | 13   | 0              | 0              | 4         | 5         | 26    | 18    |
| «Левскі»           | 1966/67            | 11   | 7    | 5              | 3              | 0         | 0         | 16    | 10    |
| «Левскі»           | 1967/68            | 25   | 14   | 2              | 1              | 2         | 2         | 29    | 17    |
| «Левскі»           | 1968/69            | 27   | 22   | 3              | 1              | 0         | 0         | 30    | 23    |
| «Левскі»           | 1969/70            | 24   | 12   | 3              | 2              | 4         | 3         | 31    | 17    |
| «Левскі»           | 1970/71            | 16   | 8    | 2              | 0              | 2         | 2         | 20    | 10    |
| «Левскі»           | Разом              | 176  | 118  | 26             | 16             | 12        | 12        | 214   | 146   |
| Усього за «Левскі» | Усього за «Левскі» | 199  | 125  | 27             | 16             | 12        | 12        | 238   | 153   |
| Всього за кар'єру  | Всього за кар'єру  | 246  | 150  | 35             | 20             | 15        | 15        | 296   | 185   |

- Збірна Болгарії — 50 матчів, 19 голів
- Чемпіонат Болгарії — 245 матчів, 150 голів — 200/125 за «Левскі», 47/25 за «Ботев»
- Кубок Болгарії — 35 матчів, 20 голів — 27/16 за «Левскі», 8/4 за «Ботев»
- Лише на клубному рівні — 326 матчів, 209 голів
- Єврокубків — 18 матчів, 17 голів — КЄЧ-7, КОК-10
- Міжнародні клубні турніри — 35 матчів, 23 голів — 32/20 за «Левскі», 3/3 за «Ботев»
- Дебют — «Левскі» проти «Локомотива» (Софія) — 22 вересня 1960
- Останній матч — «Левскі» проти ЦСКА — 28 червня 1971
- Перший гол за «Левскі» проти Ботева (1:1) — 28 вересня 1960
- Останній гол за «Левські» проти Етара — 13 червня 1971
- Перший матч за збірну — 6 травня 1962 проти Австрії
- Останній матч за збірну — 12 червня 1970 проти Марокко

## Нагороди та досягнення
- Чемпіон Болгарії — 3 рази, 1965, 1968 і 1970 з «Левскі»
- Володар Кубка Болгарії — 4 рази, 1962 з «Ботевом», 1968, 1970, 1971 (посмертно) з «Левскі»
- Учасник чемпіонату світу — 3 рази, 1962, 1966 і 1970
- Найкращий бомбардир Чемпіонат Болгарії — 1965 — 27 голів
- Спортсмен року Болгарії — 1965
- Футболіст року в Болгарії — 1965
- Володар Ордена Праці
- Заслужений майстер спорту
- Володар призу Fairplay (посмертно) — 1999
- 8-е місце в рамках премії ФІФА Золотий м'яч — 1965
- Найкращий футболіст Болгарії в XX столітті (посмертно) — 1999